# Heinrich von Keyserlingk-Rautenburg
Heinrich Werner Ernst Graf von Keyserlingk-Rautenburg (* 2. März 1831 auf Schloss Rautenburg bei Tilsit, Kreis Niederung; † 12. Mai 1874 in Baden-Baden) war ein deutscher Diplomat.

## Leben
Heinrich von Keyserlingk wurde geboren als Sohn des deutsch-baltischen Juristen und Rittergutsbesitzers Otto von Keyserlingk zu Rautenburg, Graf von Rautenburg und der Emma geb. Baronin von Behr. Er studierte an der Rheinischen Friedrich-Wilhelms-Universität Bonn. 1851 wurde er Mitglied des Corps Borussia Bonn. Nach dem Studium wurde er preußischer und später deutscher Diplomat. Von 1862 bis 1865 war er preußischer Gesandter am griechischen Hof in Athen. Danach war er Generalkonsul des Norddeutschen Bundes in Bukarest. Von 1869 bis 1872 war er außerordentlicher Gesandter und bevollmächtigter Minister des Norddeutschen Bundes bzw. des Deutschen Reiches bei der Ottomanischen Pforte in Konstantinopel. Von Keyserlingk war verheiratet mit Marie Gräfin von Anrep-Elmt.